# Fado

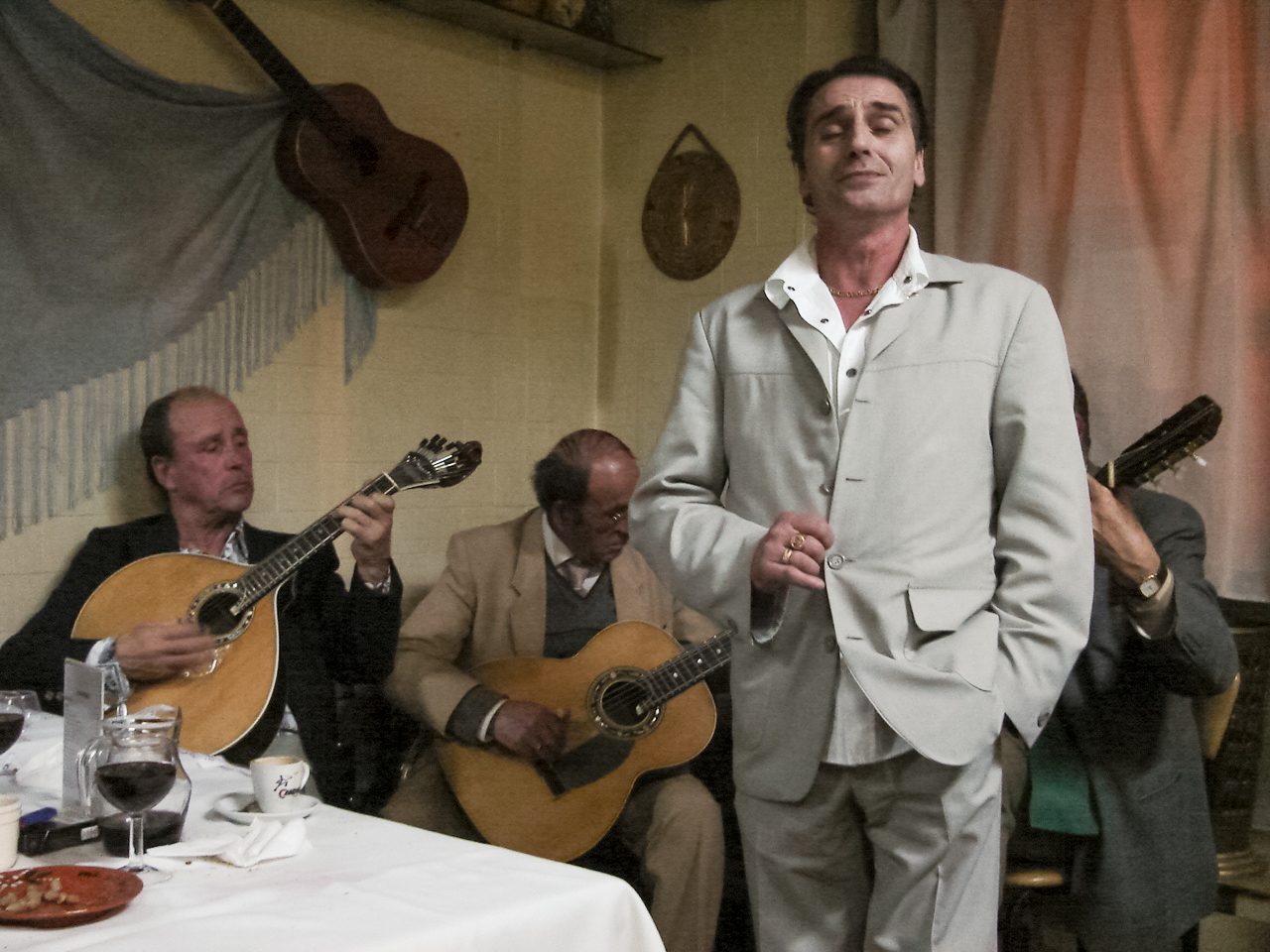
Fado i Porto.

Den portugisiska folkmusikstilen fado (portugisiskt uttal: [ˈfaðu]) är en sorts klagosång med influenser från portugisiska sjömanssånger, Brasilien, afrikansk slavmusik och arabisk musik. Den karakteriseras av klagofyllda melodier och sångtexter som ofta handlar om havet eller om de fattiga människornas liv. Man brukar sammanfatta fadomusiken med det portugisiska ordet saudade vilket inte har någon direkt översättning men som kan beskrivas som hemlängtan, en nostalgisk väntan blandad med sorgsenhet, smärta, lycka och kärlek. Själva ordet fado kommer från latinets ord för öde. Fadosången framförs traditionellt lika ofta av en man som av en kvinna, en fadista, och ackompanjeras av en gitarr och en dubbelsträngad portugisisk gitarr.
De portugisiska städerna Lissabon och Coimbra har båda sin egen stil av fado och dessa är de två huvudstilarna i landet. Det är den Lissabonska fadon, som är mer klagofylld, som är mer populär och känd över världen. I Coimbra, som är en universitetsstad, har det sedan länge funnits studerande från Brasilien som har påverkat fadon. Fadon i Coimbra är mer gladlynt och handlar om studenternas liv och kärlek. Enligt tradition applåderar man på olika sätt till fado i de olika städerna. I Lissabon skall man klappa med händerna medan i Coimbra skall man hosta så som om man harklade sig.
Den första kända fadosångerskan var María Severa, född 1820 i Lissabon och som dog 26 år gammal av tuberkulos den 30 november 1846 i Lissabon. María Severa var en lång och graciös prostituerad som brukade sjunga fado och spela på portugisisk gitarr i sin mors bar.
Den mest kända fadosångerskan genom tiderna är Amâlia Rodrigues (1920-1999). Hon utvecklade fadon till det man nu kallar den moderna fadon. Hon bröt de traditionella reglerna och framförde fadosånger med både stråkkvartett och stråkorkester. Hon använde dikter och texter av berömda poeter så som Luís de Camões, José Régio, Pedro Homem de Mello, Alexandre O’Neill, David Mourão-Ferreira, José Carlos Ary dos Santos, João Ferreira-Rosa, Teresa Tarouca, Carlos do Carmo, Beatriz da Conceição och Maria da Fé. När Amâlia dog 1999 utlystes landssorg i hela Portugal och hon är begraven bland adliga och kända personer i National Pantheon i Lissabon. 
I den moderna fadon har vissa även börjat blanda in elektronisk musik, vilket har blivit mycket populärt. Idag finns det även många yngre sångerskor som kommit bland de populäraste och kändaste fadistanamnen. Den halvt portugisiska, halvt mosambiquianska Mariza är troligtvis den mest kända levande fadosångerskan för tillfället. Hon har blivit utvald av BBC till Europas tredje bästa artist och hennes första skiva har sålt i över 30 000 exemplar. Hon har turnerat runt världen med slutsålda konserter i de flesta länder. Andra nämnvärda namn är Carlos do Carmo, Mafalda Arnauth, Carla Pires, Camané, Kátia Guerreiro, Mísia, Dulce Pontes, Madredeus, Cristina Branco, Carminho, Maria Ana Bobone, Ana Sofia Varela, Gonçalo Salgueiro, Diamantina och Ana Moura.
Den traditionella fadon, eller ”típico”, spelas nuförtiden mest för turister på fadorestauranter, ackompanjerat på det traditionella sättet av gitarr och portugisisk gitarr. De bästa fadorestauranterna ligger i stadsdelarna Alfama, Mouraria, Bairro Alto och Madragoa i Lissabon. Utöver den traditionella klagosången kan de även sjunga lustiga historier med ironi eller så kan även två sångare tävla med varandra genom att improvisera och hitta på verser, vilket kallas desgarrada.